# Effectif des équipes au Championnat d'Europe de football 1964
Cette page contient la liste de toutes les équipes et de leurs joueurs ayant participé à la Coupe d'Europe des nations de football 1964. Les âges et le nombre de sélections des footballeurs sont ceux au début de la compétition.